# Akrobata Luis Martinetti
Akrobata Luis Martinetti – amerykański film niemy z 1894 roku w reżyserii Williama K.L. Dicksona.